# Sublimare
În fizică, sublimarea (din fr. sublimation) este fenomenul de tranziție de fază, prin încălzire, a unei substanțe din stare solidă, direct în stare de vapori (gazoasă), fără a mai trece prin starea lichidă. Această transformare se face, așadar, fără a trece printr-o etapă de topire (trecerea de la solid la lichid), nici printr-o etapă de vaporizare (trecerea de la lichid la gaz). Fenomenul de sublimare este endotermic, adică are loc cu absorbție de căldură.  
Exemple de substanțe care sublimează sunt naftalina, iodul solid, CO2 solid (gheață carbonică) etc.  
Fenomenul invers, cel de trecere a unei substanțe din stare de vapori direct în starea solidă (fără a trece prin faza lichidă), poartă numele de desublimare. Fenomenul de desublimare este exotermic, adică are loc cu cedare de căldură.  

## Condițiile procesului de sublimare
Pentru ca fenomenul de sublimare să aibă loc este necesar ca presiunea deasupra solidului să fie mai mică decât presiunea de punct triplu în diagrama de fază, caracteristică substanței respective. Pentru fenomenul de sublimare, analog celorlalte transformări de fază, dependența dintre presiune și temperatura de sublimare este exprimată de legea Clapeyron-Clausius.  
Temperatura de sublimare este monoton crescătoare cu presiunea. Fenomenul de sublimare încetează la atingerea presiunii de punct triplu. Pentru presiuni mai mici decât presiunea de punct triplu, sublimarea încetează când presiunea de vapori la suprafața solidului a atins valoarea presiunii de sublimare, corespunzătoare temperaturii la care se află substanța.

## Utilizarea sublimării în industrie
Pe lângă aplicațiile sale în fizică și chimie, sublimarea este utilizată și în industria imprimării și personalizării produselor. Imprimarea prin sublimare este un proces în care cerneala solidă este transformată direct în gaz și fuzionează cu un material poliesteric sau o suprafață tratată special pentru sublimare.  

### Aplicații în personalizarea produselor
Sublimarea este una dintre cele mai utilizate metode de imprimare datorită calității sale ridicate și a rezistenței în timp. Aceasta este folosită pentru:  
- Îmbrăcăminte personalizată – Tricouri, hanorace, șepci fabricate din poliester.
- Obiecte personalizate – Căni, huse de telefon, plăci de aluminiu, brelocuri, puzzle-uri.
- Materiale promoționale – Steaguri, mouse pads, insigne și alte produse personalizabile.

### Avantajele imprimării prin sublimare
- Durabilitate ridicată – Cerneala devine parte integrantă a materialului, prevenind decojirea sau estomparea.
- Culori vibrante și detalii clare – Permite imprimarea de imagini complexe cu gradiente și tranziții fine de culoare.
- Proces ecologic – Utilizează cerneală pe bază de apă, fără substanțe toxice sau solvenți chimici.
- Costuri eficiente – Potrivit atât pentru producția de serie, cât și pentru articole unice.

### Limitările sublimării
- Necesită materiale specifice – Funcționează doar pe textile sintetice sau pe materiale tratate special pentru sublimare.
- Nu poate fi utilizată pe materiale închise la culoare – Deoarece sublimarea nu aplică un strat opac de cerneală, ci pătrunde în material, este ineficientă pe textile sau obiecte de culoare închisă.
- Echipamente specializate – Necesită imprimante speciale, cerneală de sublimare și prese termice pentru fixarea designului.

### Tendințe și inovații în sublimare
Tehnologia de imprimare prin sublimare continuă să evolueze, iar tendințele actuale includ:  
- Integrarea inteligenței artificiale pentru optimizarea designurilor și personalizarea avansată.
- Cerneluri ecologice și soluții sustenabile pentru reducerea impactului asupra mediului.
- Extinderea sublimării pe materiale inovatoare, cum ar fi sticla tratată pentru sublimare sau textile hibride.[2]